# 一致同构
在数学领域拓扑学中，一致同构或一致同胚是在一致空间之间关于一致性质的特殊同构。 

## 定义
在一致空间X和Y之间的函数f被称为一致同构，如果它满足下列性质：
- f是双射
- f是一致连续的
- 逆函数f -1是一致连续的

如果在两个一致空间之间存在一致同构则它们称为一致同构的。

## 例子
在向量空间上由相等范数引发的一致结构是一致同构的。